# آلکساندر دوورنیکوف
آلکساندر دوورنیکوف (انگلیسی: Aleksandr Dvornikov؛ زادهٔ ۲۲ اوت ۱۹۶۱) فرد نظامی اهل روسیه است.
ژنرال دورنیکوف ۶۰ ساله به دلیل نقشی کلیدی که در عملیات نظامی در جنوب سوریه ایفا کرد شناخته می‌شود. او در سال ۲۰۱۶ به دلیل فرماندهی عملیات در جنگ سوریه نشان قهرمان فدراسیون روسیه، از بالاترین مدارج نظامی این کشور را، از سوی ولادیمیر پوتین دریافت کرد.